# Chiesa di Santa Maria della Mercede (Biancavilla)
La chiesa di Santa Maria della Mercede è una delle chiesa di Biancavilla, Sicilia, Italia.

## Storia
I lavori della costruzioni iniziarono nel XVII secolo terminando secoli dopo, nel XX secolo. Venne edificata, come altre chiese del luogo, in onore della Madonna dell'elemosina.

## Descrizione
Si tratta di una chiesa ad un'unica navata, con dipinti di Giuseppe Tamo da Brescia.